# Coupe d'Europe féminine de rink hockey 2015-2016
Navigation
Coupe d'Europe féminine 2014-2015 Coupe d'Europe féminine 2016-2017
La Coupe d'Europe féminine de rink hockey 2015-2016 est la 10e édition de la compétition européenne de rink hockey entre équipes de club. La phase finale a lieu à Manlleu, en Espagne.

## Compétition

### Huitième de finale
| Équipe 1      | Score | Équipe 2          | Aller | Retour |
| ------------- | ----- | ----------------- | ----- | ------ |
| RSC Darmstadt | 3-22  | CP Voltregà       | 1-12  | 2-10   |
| ASD Matera    | 2-17  | SL Benfica        | 1-4   | 1-13   |
| CHP Plegamans | 20-1  | Montreux HC       | 10-0  | 10-1   |
| US Coutras    | 16-4  | RHC Vordemwald    | 5-1   | 11-3   |
| AA Coimbra    | 6-10  | CP Manlleu        | 4-3   | 2-7    |
| SCB Calenberg | 4-12  | CS Noisy-le-Grand | 3-6   | 1-6    |
| ERG Iserlohn  | 6-13  | Gijón HC          | 3-8   | 3-5    |
| SA Mérignac   | 39-2  | RHC Villach       | 22-1  | 17-1   |

### Quarts de finale
| Équipe 1      | Score | Équipe 2          | Aller | Retour |
| ------------- | ----- | ----------------- | ----- | ------ |
| CP Voltregà   | 15-2  | CS Noisy-le-Grand | 7-0   | 8-2    |
| SA Mérignac   | 0-15  | CP Manlleu        | 0-5   | 0-10   |
| CHP Plegamans | 11-6  | SL Benfica        | 6-4   | 5-2    |
| US Coutras    | 5-12  | Gijón HC          | 3-5   | 2-7    |

### Final Four
|  | Demi-Finales  | Demi-Finales |             |   | Finale | Finale |
|  | Demi-Finales  | Demi-Finales |             |   | Finale | Finale |
|  |               |              |             |   |        |        |
|  |               |              |             |   |        |        |
|  |               |              |             |   |        |        |
|  | Gijón HC      | 2            |             |   |        |        |
|  | Gijón HC      | 2            |             |   |        |        |
|  | CP Voltregà   | 3            |             |   |        |        |
|  | CP Voltregà   | 3            | CP Voltregà | 6 |        |        |
|  |               |              | CP Voltregà | 6 |        |        |
|  |               | CP Manlleu   | 5           |   |        |        |
|  | CHP Plegamans | CP Manlleu   | 5           | 3 |        |        |
|  | CHP Plegamans |              |             | 3 |        |        |
|  | CP Manlleu    | 5            |             |   |        |        |
|  | CP Manlleu    | 5            |             |   |        |        |

## Classement des buteuses
|    | Buteur           | Club          | Buts | Ratio |
| -- | ---------------- | ------------- | ---- | ----- |
| 1  | Natasha Lee      | CP Voltregà   | 14   | 2.3   |
| 2  | María Díez       | Gijón HC      | 12   | 2.4   |
| 3  | Sandra Drouhet   | US Coutras    | 11   | 2.7   |
| -  | Émilie Laboyrie  | SA Mérignac   | 11   | 2.7   |
| 5  | Berta Busquets   | CHP Plegamans | 11   | 2.2   |
| 6  | Marlene Sousa    | SL Benfica    | 10   | 2.5   |
| 7  | Anna Casarramona | CP Manlleu    | 10   | 1.6   |
| 8  | Nolwenn Bena     | SA Mérignac   | 8    | 2     |
| 9  | Laura Barcons    | CP Manlleu    | 8    | 1.6   |
| 10 | Berta Tarrida    | CP Voltregà   | 8    | 1.3   |
| -  | Cristina Barceló | CP Voltregà   | 8    | 1.3   |